# Louis-Augustin Marmottin
Louis-Augustin Marmottin, né le 11 mars 1875 à La Neuville-au-Pont (Marne), mort le 9 mai 1960 à Reims (Marne), est un évêque catholique français, évêque de Saint-Dié de 1930 à 1940 puis archevêque de Reims de 1940 à 1960.

## Biographie

### Formation
Louis-Augustin Marmottin est issu d'une famille de cultivateurs de la Marne. Il effectue ses études secondaires à l'institution Saint-Étienne de Châlons-sur-Marne puis au grand séminaire de la même ville. Il poursuit ensuite ses études à l'Institut catholique de Paris de 1896 à 1898 et obtient une licence de mathématiques et une licence de droit.

### Prêtre
Louis-Augustin Marmottin est ordonné prêtre par Michel-André Latty le 17 décembre 1898 pour le diocèse de Châlons.
Après son ordination, il est d'abord enseignant en sciences à l'Institution Saint-Étienne de Châlons puis devient secrétaire de l'Officialité, inspecteur puis directeur de l'enseignement libre du diocèse.
Il est mobilisé lors de la Première Guerre mondiale comme infirmier jusqu'en 1917 puis il est dégagé de ses obligations militaires à la suite de problèmes de santé. Il est alors nommé curé de Sézanne le 2 juin 1917

### Évêque de Saint-Dié

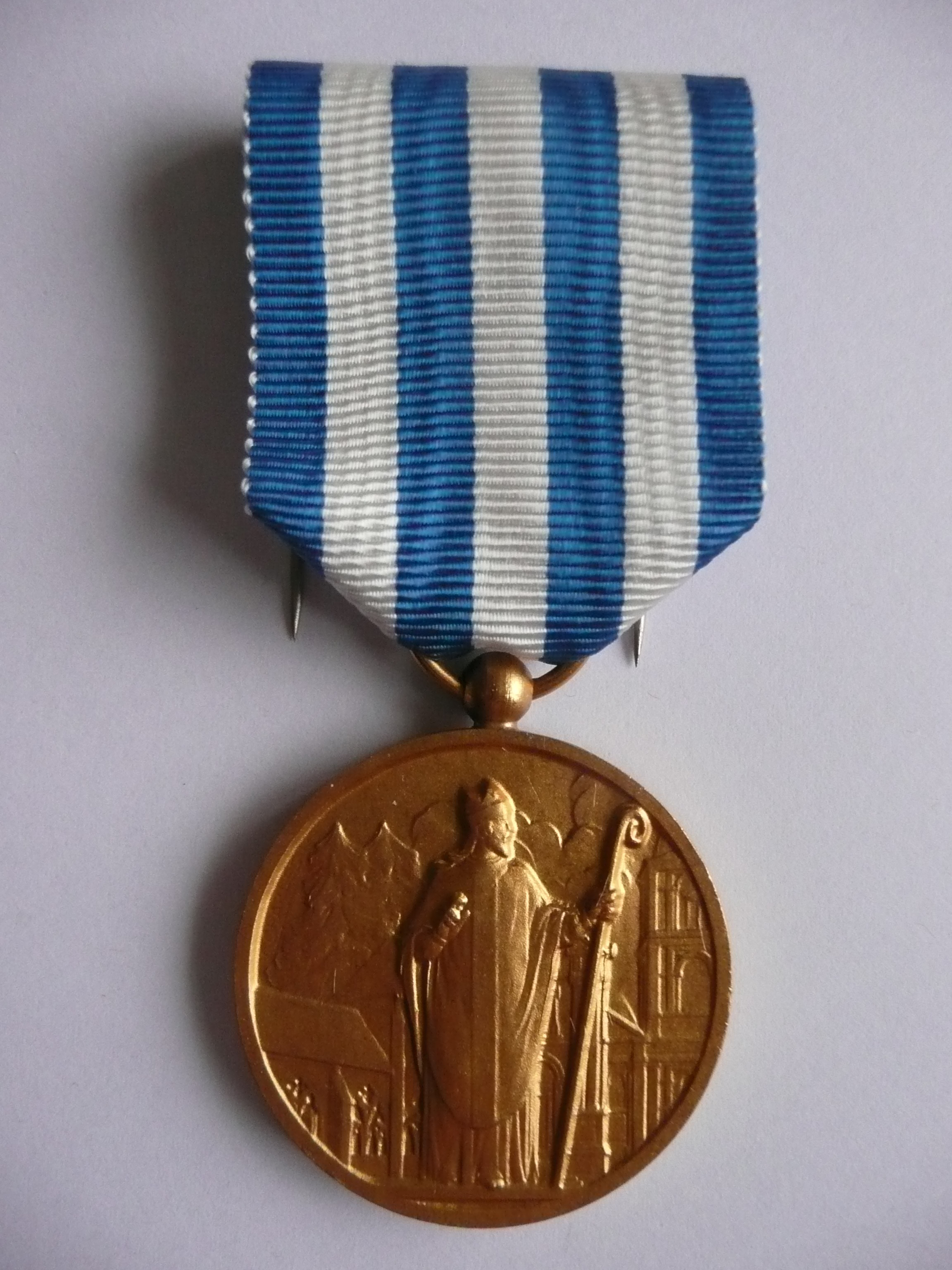
Médaille de Saint-Dié, 1931.

Le 2 août 1930, Louis-Augustin Marmottin est nommé évêque de Saint-Dié. Sacré en la cathédrale Saint-Étienne de Châlons le 20 octobre 1930, il prend possession de son siège épiscopal en la cathédrale de Saint-Dié le 15 octobre suivant. Dans les Vosges, il s'attache à l'ouverture d'écoles libres nombreuses et crée une direction diocésaine de l'enseignement libre. Il obtient également du pape Pie XI le titre de basilique mineure pour l'église Saint-Maurice d'Épinal en 1933 et pour l'église Sainte-Jeanne-d'Arc du Bois-Chenu à Domrémy-la-Pucelle en 1939. Il ouvre également des petits séminaires dans l'ancienne abbaye Notre-Dame d'Autrey, de Droiteval, à Saulcy-sur-Meurthe et agrandit le grand séminaire de Saint-Dié, avenue de Robache.
En 1931, il crée la Médaille du mérite diocésain de Saint-Dié. C'est lui qui ordonne prêtre le futur bienheureux René Dubroux (1914-1959), le 8 janvier 1939.

### Archevêque de Reims
Nommé archevêque de Reims le 21 août 1940, il ne prend possession de son siège que le 13 octobre 1940. Il s'attache également au développement de l'éducation chrétienne. L’Académie française lui décerne le prix Montyon en 1942. Son attitude durant la période 1940-1944 manque de lui coûter son siège à la Libération. Il meurt le 9 mai 1960 après une longue maladie et est inhumé dans la cathédrale de Reims le 13 mai 1960.

## Sources
- Albert Ronsin, Les Vosgiens célèbres : Dictionnaire biographique illustré, Vagney, Éditions Gérard Louis, 1990, p. 249.
- Louis Lévêque, Petite histoire religieuse des Vosges, Mirecourt, 1949, p. 139-140.
- Vie diocésaine de Saint-Dié, 1960, p. 139.